# ليساندرا سلفادور
ليساندرا سلفادور مواليد 6 أغسطس 1990، هي لاعبة كرة يد أنغولية. مثلت منتخب أنغولا لكرة اليد للسيدات.

## سجل المنافسة
شاركت في البطولات التالية:
- بطولة العالم لكرة اليد للسيدات 2013